# Saint-Louis-de-Montferrand
Saint-Louis-de-Montferrand è un comune francese di 2 093 abitanti situato nel dipartimento della Gironda nella regione della Nuova Aquitania.

## Società

### Evoluzione demografica
Abitanti censiti